# جسیکا بون
جسیکا بون (انگلیسی: Jessica Boone؛ زادهٔ ۱۴ مهٔ ۱۹۸۴) یک هنرپیشه اهل ایالات متحده آمریکا است. وی از سال ۱۹۹۲ میلادی تاکنون مشغول فعالیت بوده است.
او در فیلم پورتوریکویی‌ها در پاریس بازی کرده است.